# Kanton Beausoleil
Kanton Beausoleil (fr. Canton de Beausoleil) je francouzský kanton v departementu Alpes-Maritimes v regionu Provence-Alpes-Côte d'Azur. Tvoří ho pouze město Beausoleil.